# اپیمتئوس
اپیمتئوس (به یونانی: Ανδρομαχη)، پسر یاپتوس و کلومنه. او برادر پرومتئوس است. پرومتئوس به‌معنای «پیش‌اندیش» و اپیمتئوس «پس‌اندیش» است. اپیمتئوس با وجود هشدار برادر، پاندورا را از هرمس به‌عنوان هدیه پذیرفت و با او ازدواج کرد. پاندورا مصیبت‌ها را بر روی زمین پراکنده ساخت.